# Семья Коцюбинских
«Семья́ Коцюби́нских» — двухсерийный биографический фильм о последних годах жизни и деятельности украинского писателя и общественного деятеля М. М. Коцюбинского и членах его семьи, связавших свою жизнь с революцией.

## Сюжет
События фильма охватывают 1912-1918 годы, завершаясь разгромом Центральной Рады и установлением Советской власти на Украине весной 1918 года. 

## В ролях
- Александр Гай — Михаил Михайлович Коцюбинский
- Юрий Демич — Юрий Коцюбинский
- Алексей Локтев — Виталий Примаков
- Борислав Брондуков — царь Николай II
- Михаил Волков — Керенский
- Сергей Иванов — Павло Тычина
- Ярослав Геляс — Иван Франко
- Афанасий Кочетков — Максим Горький
- Владимир Татосов — Яков Свердлов
- Аркадий Трощановский — Ленин
- Родион Александров — Луначарский
- Виктор Маляревич — Антонов-Овсеенко
- Леонид Жуковский — Владимир Затонский
- Николай Козленко — Николай Подвойский
- Александр Бобровский — Николай Скрипник
- Николай Досенко — Григорий Петровский
- Николай Шутько — Василий Боженко
- Станислав Станкевич — полковник Муравьёв
- Константин Степанков — Симон Петлюра
- Лаврентий Масоха — Михаил Грушевский
- Харий Лиепиньш — Владимир Винниченко
- Сильвия Сергейчикова — Розалия Винниченко
- Борис Мирус — атаман Волох
- Николай Засеев-Руденко — Кулик
- Осип Найдук — Грицько, адъютант Примакова
- Лилия Гриценко — мать Примакова
- Валентина Гришокина — Таня
- Екатерина Крупенникова — Софья Соколовская
- Руфина Нифонтова  — Вера Устиновна Коцюбинская
- Иван Симоненко — Андрей
- Вячеслав Гостинский — начальник Черниговской жандармерии
- Иван Кононенко-Козельский — начальник управления полиции Черниговской губернии (в титрах — И.Кононенко)
- Игорь Дмитриев — американский журналист
- Александр Толстых — солдат
- Фёдор Ищенко — эпизод

## Награды
- 1971 — Государственная премия Украинской ССР сценаристу Александру Леваде, режиссёру Тимофею Левчуку, актёру Александру Гаю